# Kohlenstraße (Limpurger Berge)

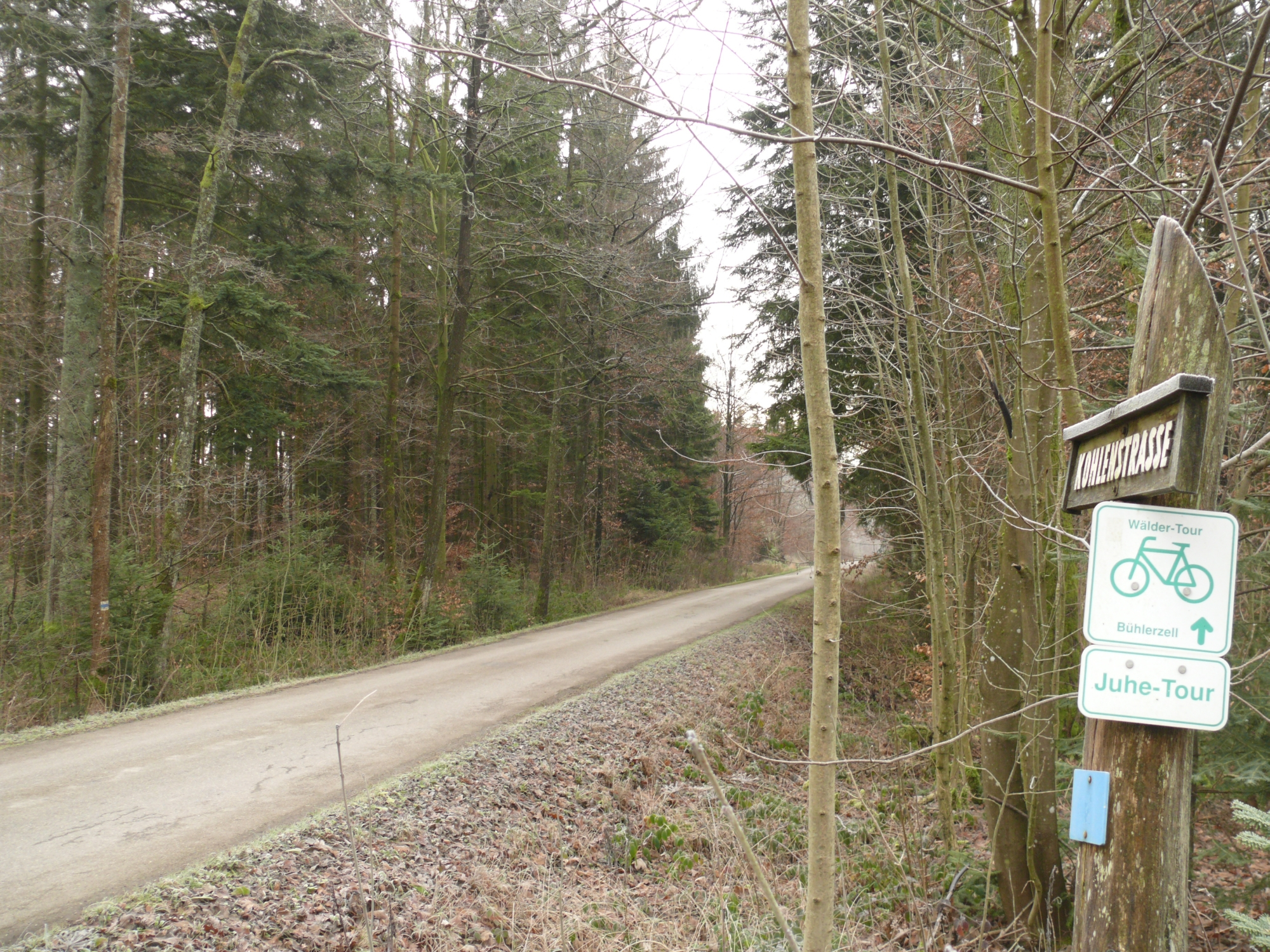
Frostiger Dezembermorgen an der Kohlenstraße nahe dem Irsbachursprung

Die Kohlenstraße, teilweise auch Kohlensträßle oder Kohlwaldstraße genannt, ist ein über 20 km langer Höhenweg in den Limpurger Bergen im nordöstlichen Baden-Württemberg. 

## Allgemein
Die Kohlenstraße verläuft auf der meist sehr flachen und fast durchweg bewaldeten Hochebene des westlichen Zweigs der Limpurger Berge, von deren nordwestlichem Sporn Einkorn bei Schwäbisch Hall bis hinter deren höchsten Berg Altenberg bei Sulzbach-Laufen im Südosten. Sie  hält sich ziemlich genau an die in den häufigen sehr flachen Bereichen der Hochebene kaum erkennbare Wasserscheide zwischen dem Kocher im Westen und der Fischach bzw. der Bühler im Osten.

## Verlauf
Die Kohlenstraße beginnt im Nordwesten im Bereich des Einkorns auf wenig über 500 m ü. NHN und zweigt im Gewann Sahrlachen an einem Waldparkplatz als Forstweg von der Fahrstraße Hessental–Herlebach rechts ab. Bis östlich von Michelbach an der Bilz und darüber hinaus läuft sie in südlicher Richtung nahe der oberen Hangkante der Limpurger Berge. Sonst fast überall flach ziehend, senkt sie sich hier zum ersten Male an der Brandhalde um etwa 20 Meter in einen kleinen Querpass hinab, in dem ein Förstersdenkmal in Gestalt eines Obelisken steht. Ab hier läuft sie nach erneutem Anstieg auf die alte Höhe südöstlich durch den Kohlhäu, wo wie noch öfters beidseits beständig mit schwarzem Wasser gefüllte Gräben ohne klare Abflussrichtung liegen. Am Mühlstein geht sie in eine zweite kleine Senke. Danach passiert sie die Dreikaiserlinde und läuft nun nahe am Ostabhang zum Fischachtal und dabei am 1,3 ha großen Haspelsee vorbei.
Östlich von Gaildorf-Winzenweiler quert sie an einem kurzen Stück in offener Flur die L 1066 Gaildorf–Mittelfischach. Ab hier ist sie öffentliche Fahrstraße, bis zum ehemaligen Militärdepot Hasenbühl sogar gut ausgebaut, kurz vor welchem der kürzere Höhenweg Brünststraße rechts abzweigt. Danach läuft sie als Staubstraße auch an der Saubuschhütte vorbei, wo eine künstliche Kuhle einen der in den Limpurger Bergen nicht seltenen ehemaligen Kohlplätze anzeigt, die wohl der Straße ihren Namen verschafft haben. Kurz vor Sulzbach-Kohlwald verläuft sie wieder auf ausgebauter Trasse, streift die Rodungsinsel des Streusiedlungsortes und anschließend die des Weilers Hohenberg am Fuß des Altenbergs und endet wenig weiter im Osten an der Straße Bühlerzell-Gerabronn–Abtsgmünd-Wegstetten wieder als Staubweg.

## Anschluss
In der Richtung der auslaufenden Kohlenstraße setzt sich eine alte Wegtrasse weiter südöstlich fort bis an den Nordwestfuß des Büchelberger Grats bei Abtsgmünd-Hinterbüchelberg, wo oberhalb einer Feldwegsteige bei Hohenhöfen ein weiterer Höhenweg auf dieser schmalen Liashochfläche beginnt, der dann etwa vier Kilometer mehr nach Südosten zieht.

## Landschaft und Aussicht
Die ersten 0,2 km vom Einkorn an sind wiesenbestanden, vom dortigen Turm oder der nahen Hangkante bietet sich bis zu zehn Kilometer weit guter Ausblick auf den Rosengarten, die Stufenrandbucht des Kochers südwestlich von Schwäbisch Hall, und ihre Randberge. Danach tritt die Straße erstmals bei Winzenweiler wieder und nur für 0,4 km in die offene Flur. Der nächste Teilabschnitt im Freien säumt rechts über 1,5 km die von Wiesen dominierte Kohlwalder Flurinsel, die letzte gleich danach durchquert auf 1,2 km die wenig ackerreichere Rodungsinsel um Hohenberg, beidesmal beschränkt die Lage der Flurinseln die Sicht auf diese selbst. Der Altenbergturm bei Hohenberg erlaubt jedoch weite Ausschau. Auf den übrigen Abschnitten verläuft die Kohlenstraße im Wald, überwiegend im Mischwald, dem sich in der ersten Hälfte ab dem Einkorn bis zur L 1066 bei Winzenweiler vor allem Laubwald beimischt, danach vor allem Nadelwald.

## Höhenprofil
Die Kohlenstraße beginnt beim Einkorn in einer Höhe von etwa 508 m ü. NHN und verbleibt dann auf ihren ersten knapp sieben Kilometern bis zur Dreikaiserlinde überwiegend auf Höhen zwischen 490 und 500 m ü. NHN, von drei schmalen  Geländeeinschnitten abgesehen, bei denen sie äußerstenfalls bis auf 475 m ü. NHN abfällt (am Försterdenkmal an der Brandhalde). Auf den nächsten drei Kilometern bis zur L 1066 liegt sie zwischen 512 m ü. NHN und 497 m ü. NHN, danach bis zum Ende der Ausbaustrecke zwischen 497 m ü. NN und 511 m ü. NHN. Bis zum Kohlwalder Stöckenhof fällt sie dann recht beständig von etwa 500 bis etwa 470 m ü. NHN, um dann gut zwei Kilometer weiter am Nordfuß des Altenbergs ihr letztes Hoch mit etwa 512 m ü. NHN zu erreichen. Sie endet an der Straße Gerabronn–Wegstetten auf 493 m ü. NHN. Alle Aufs und Abs gerechnet, hat sie auf ihren über 20 km Länge in jeder der beiden Richtungen eine Gesamtsteigung von 200 bis 250 m.

## Freizeit
Auf dem Abschnitt zwischen dem Einkorn und der L 1066 bei Winzenweiler ist die Kohlenstraße ein beliebter Wanderweg, der allerdings durch seinen fast beständigen Verlauf im Wald wenig Ausblick über die umgebende Landschaft erlaubt. Die beiden Berge an Anfang und gegen Ende sind jedoch gute Aussichtspunkte. Als Radfahrweg ist die Kohlenstraße noch beliebter, wohl wegen ihres sehr ebenen Verlaufs und wegen der nicht seltenen asphaltierten Abschnitte.

## Windparks
Seit 2015 steht im nördlichen Bereich zwischen Michelbach und Eutendorf ein „Windpark Kohlenstraße“ der Stadtwerke Schwäbisch Hall mit sieben Windkraftanlagen mit insgesamt 23 Megawatt Nennleistung. Weiter südlich entsteht östlich des Naturstromspeicher Gaildorf auf den Gemarkungen Obersontheim-Mittelfischach und Bühlerzell-Geifertshofen noch ein „Windpark Kohlenstraße“ mit weiteren neun Vestas V136 (insgesamt 31 MW) der Firma Uhl Windkraft.